# Kite buggying

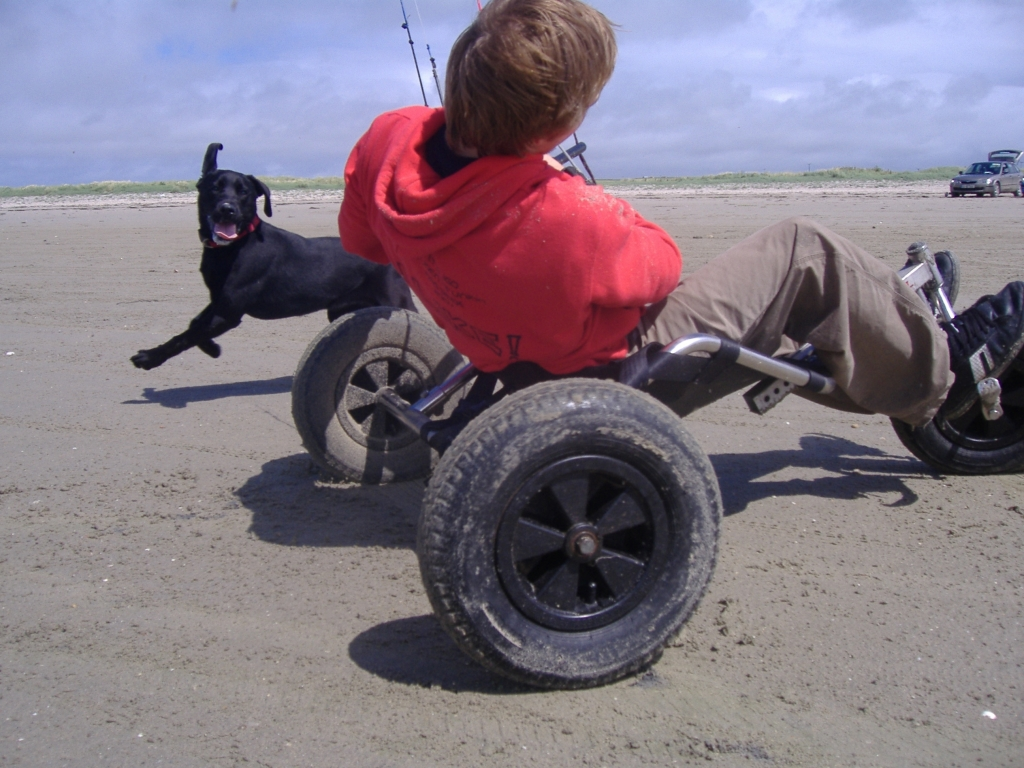
Kite buggying, Claggan, Erris, Co. Mayo

Un buggy è un veicolo leggero costruito per essere usato insieme ad un aquilone da trazione. Esso è formato da un telaio, da tre ruote (una davanti e due dietro) e da un seggiolino che accoglie il pilota e gli permette di agire con i piedi sulla ruota anteriore (unica ruota sterzante) per impostare la direzione. La forza motrice è generata da un aquilone da trazione di qualsiasi tipo (sono usati sia aquiloni Foil che Pump), mentre per frenare si usano sia lo sterzo che l'aquilone essendo il veicolo sprovvisto di impianto frenante. 
I piloti esperti, nelle giuste condizioni, riescono a raggiungere velocità molto elevate, anche superiori ai 100 km/h, e per questo solitamente i praticanti indossano elementi protettivi come caschi, guanti, ginocchiere e gomitiere. 

## Storia
Si pensa che il kite buggying sia nato in Cina nel XIII d.C. ed introdotto poi in Inghilterra da George Pocock (inventore) nel 1827. Verso la fine degli anni settanta negli Stati Uniti e nel Regno Unito divennero disponibili i primi modelli prodotti commercialmente.